# Niedermayer-Hentig-Expedition
Die Niedermayer-Hentig-Expedition war eine kaiserlich-deutsche zivil-militärische Expedition nach Afghanistan. Das Ziel der ursprünglich von osmanischer Seite vorgeschlagenen Initiative war, Afghanistan auf Seiten der Mittelmächte in den Ersten Weltkrieg zu ziehen.

## Verlauf
Anfang September 1914 reiste ein erstes Kontingent von 23 Deutschen unter der Leitung von Wilhelm Wassmuss nach Konstantinopel ab. Ihm folgte kurz darauf Oskar von Niedermayer mit einer weiteren Gruppe, die sich in Bagdad mit den anderen traf. Da die Kosten von Deutschland getragen wurden, verlor die Türkei die Kontrolle über die Initiative. Zur selben Zeit hatte sich in Berlin eine weitere Gruppe um den indischen Prinzen Mahendra Pratap und den deutschen Leutnant Werner Otto von Hentig gebildet, die von Afghanistan aus Aufstände in Britisch-Indien schüren wollten. Sie stießen zu den anderen in Bagdad, zuletzt außerdem noch der türkische Offizier Kazim Bey. Andererseits verließ Wassmuss die Mission im Streit, daher der Name „Niedermayer-Hentig-Expedition“. Tatsächlich gelang es etwa 60 Mann, sich im August 1915 bis nach Herat in Afghanistan durchzuschlagen, obwohl Russen und Briten das zu verhindern suchten. Allerdings wurde eine weitere Gruppe abgefangen, die eine Funkausrüstung und das meiste Gepäck bei sich hatte.
Am 26. September 1915 kam die Expedition in Kabul an. Sie wurde zwar mit militärischen Ehren begrüßt, aber trotzdem in einer Art Hausarrest gehalten. Nur durch die Drohung mit einem Hungerstreik erreichte sie ein Treffen mit dem Emir von Afghanistan, Habibullah, der sie schließlich Mitte Oktober in seiner Sommerresidenz empfing. Die deutschen Emissäre drängten ihn, den Heiligen Krieg aufzunehmen, den der türkische Sultan gegen die Alliierten verkündet hatte. Dem Emir wurden dafür Geld und Waffenlieferungen geboten. Habibullah antwortete ausweichend; dem britischen Gesandten in Kabul versicherte er gleichzeitig, dass Afghanistan neutral bleiben würde. Die Verhandlungen zogen sich hin, bis am 24. Januar 1916 ein Freundschaftsabkommen zwischen dem Deutschen Reich und Afghanistan unterzeichnet wurde. Darin wurde unter anderem die Lieferung von 100.000 Gewehren und 300 Geschützen sowie beträchtliche Geldsummen zugesagt. Hentig wurde als diplomatischer Vertreter des Deutschen Reichs anerkannt. Trotzdem verfolgte Habibullah weiterhin eine Politik der Neutralität – die russische Offensive an der Kaukasusfront und die fehlenden Erfolge des Osmanischen Reichs hatten einen Sieg der Mittelmächte unwahrscheinlich gemacht. Die Deutschen mussten einsehen, dass ihre Mission gescheitert war, und verließen Afghanistan im Mai 1916. Aus deutscher Perspektive konnte trotzdem als Erfolg verbucht werden, dass die Expedition in Russland und Indien für erhebliche Irritationen gesorgt hatte.

## Folgen
Die Ankunft der Niedermayer-Hentig-Expedition in Kabul markierte die Aufnahme diplomatischer Beziehungen zwischen Afghanistan und Deutschland.
Eine Darstellung der „Niedermayer-Hentig-Expedition“ in einem Roman mit kontrafaktischem Ausgang hat 2015 Steffen Kopetzky geschrieben.